# Bogusław Szul-Skjöldkrona
Bogusław Maria Aleksander Szul-Skjöldkrona (ur. 13 listopada 1895 w Lipinkach, zm. 27 maja 1920 w Czetwertynówce ) – polski poeta i kolekcjoner tekstów piosenek, major Sztabu Generalnego Wojska Polskiego, kawaler Orderu Virtuti Militari.

## Życiorys
Urodził się 13 listopada 1895 r. w Lipnikach w rodzinie inżyniera naftowego Ludwika i Róży z domu Grohss von Rosenburg. W 1913 zdał egzamin maturalny z odznaczeniem w c. k. Gimnazjum III w Krakowie.
W 1914 roku ukończył kurs instruktorów skautingu (Skole). Studiował również medycynę i należał do Sokoła. Od 10 sierpnia 1914 roku walczył w Legionie Wschodnim, a potem w 3 pułku piechoty m.in. pod Rarańczą. Piastował stanowisko dowódcy 5. kompanii 3 pułku piechoty. W walkach pod Kołkami został raniony. Awansował kolejno na: chorążego (18 października 1914 roku), podporucznika (11 listopada 1914 roku) i porucznika (1 lipca 1916 roku).
Kryzys przysięgowy zastał go w Krakowie. Przedostał się na tereny wschodnie, gdzie walczył w bitwie pod Kaniowem. W Oddziale Polskim w Archangielsku służył w plutonie oficerskim. 29 października 1918 roku został szefem sztabu Dowództwa Wojsk Polskich w północnej Rosji, które było częścią Armii Polskiej we Francji  . 10 grudnia 1918 roku, po wyjeździe na front oddziału majora Skokowskiego, objął dowództwo garnizonu Archangielsk.
Od kwietnia 1919 roku zamieszkał na stałe w Polsce, gdzie pozostawał oficerem sztabowym. W maju 1920 roku objął dowództwo I batalionu 52 pułku Strzelców Kresowych. Poległ 27 maja 1920 roku pod Czetwertynówką nad Bohem osobiście prowadząc kompanię do szturmu. Pochowany został w Tulczynie, a po ekshumacji w 1932 roku przewieziony na warszawskie cmentarz Powązki Wojskowe w Warszawie (kwatera A5-pomnik-2). 

## Upamiętnienie
8 lipca 1920 roku został zatwierdzony pośmiertnie z dniem 1 kwietnia 1920 roku w stopniu podpułkownika, w piechocie, w grupie oficerów byłej Armii gen. Hallera.
Uchodził za najwybitniejszego twórcę tekstów piosenek II Brygady Legionów. Był też zbieraczem tekstów piosenek i przyśpiewek wojskowych. Opublikował je w 1919 w tomiku Piosenki leguna tułacza. W wierszu Odwiedziny w Mołotkowie opisał jedną z najkrwawszych bitew, jakie stoczyły Legiony Polskie.
Jego życiorys opisał Karol Koźmiński w książce pt. Kamienie na szaniec, wydanej w 1937.

## Ordery i odznaczenia
- Krzyż Srebrny Orderu Wojskowego Virtuti Militari nr 7680 – 17 maja 1922[15]
- Krzyż Niepodległości – pośmiertnie, 19 grudnia 1930[16]